# Marcus Clarke
Marcus Andrew Hislop Clarke (Londra, 24 aprile 1846 – Melbourne, 2 agosto 1881) è stato uno scrittore e poeta australiano noto soprattutto per il romanzo For the Term of His Natural Life (1874), ritenuto un classico della Letteratura australiana (disponibile su Wikisource.en).
Ha vissuto e studiato nel sobborgo londinese di Highgate, poi ha deciso di emigrare in Australia per tentare di far fortuna come lo zio James, giudice nel Victoria. Ha iniziato scrivendo racconti per l’Australian Magazine, poi per il Melbourne Argus. Ha scritto For the Term of His Natural Life in seguito ad un breve viaggio in Tasmania e l'ha pubblicato a puntate sull'Australasian Journal tra il 1870 e il 1872, riscuotendo un grande successo grazie anche all'interessamento del critico Richard Henry Horne: per questo ha deciso di darlo alle stampe due anni dopo. Ha poi lavorato presso la Biblioteca Pubblica di Melbourne. Ha fondato lo Yorick Club, al quale si sono iscritti intellettuali del calibro dei poeti Adam Gordon, Victor Daley, Henry Kendall e George McCrae. Nel 1973 le poste australiane, riconoscendone i meriti letterari, gli hanno dedicato un francobollo
È disponibile il testo completo del romanzo For the Term of His Natural Life sotto Marcus Clarke in Wikisource.org.